# Terçà (Castellar)
Terçà és una masia de Castellar del Riu (Berguedà) inclosa a l'Inventari del Patrimoni Arquitectònic de Catalunya.

## Situació
La masia es troba al sector sud-oest del terme municipal, damunt d'uns plans (plans de Terçà) que s'estenen, enmig de grans boscúries, al marge esquerre del torrent de Castellar, als vessants ponentins de la serra dels Lladres. L'indret és molt aïllat i les pistes que hi menen són molt precàries. Per anar-hi val la pena aprofitar un sender solitari i molt poc fressat que surt del punt quilomètric 14,9 (42° 06′ 15″ N, 1° 44′ 17″ E / 42.104122°N,1.737969°E) de la carretera de Berga a Sant Llorenç de Morunys, s'enfila en direcció a llevant i poc després gira cap al nord per creuar el pintoresc Portell del Llop. El camí, passat el portell, és un xic perdedor però el destí no és molt lluny. A la cartografia de l'ICGC està ben traçat.

## Descripció
Masia d'estructura clàssica coberta a dues aigües amb el carener perpendicular a la façana, orientada a migdia. És un exemplar molt comú a les zones de muntanya de la comarca, amb parament de pedra sense treballar unida amb morter i petites obertures amb llindes de fusta. La porta és adovellada d'arc de mig punt a la façana de tramuntana. La masia es construí al segle xvii, de ben segur que a partir de materials d'una construcció anterior medieval.

## Història
Les primeres notícies històriques que tenim sobre el lloc de Tersà són del segle xii, quan figura com una de les propietats del trobador Guillem de Berguedà. El 1187, al fer testament confirmà la donació del mas de Tersà a Santa Maria de Solsona, donació que anteriorment ja havia fet la seva mare, Berenguera, vescomtessa del Berguedà. L'any 1309 és documentat el castell com una de les possessions que Sibil·la de Berga, comtessa de Pallars, va vendre al rei Jaume II, juntament amb el mas del mateix nom.
La masia es construí al segle xvii i formava part de la parròquia de Sant Vicenç de Castellar del Riu.